# Drina
Drina là một chi bướm trong họ Lycaenidae.

## Danh sách loài
- Drina cowani Corbet, 1940
- Drina discophora (C. & R. Felder, 1862)
- Drina donina (Hewitson, 1865)
- Drina maneia (Hewitson, 1863)
- Drina mariae Eliot, 1969
- Drina mavortia (Hewitson, 1869)
- Drina ninoda Druce, 1896